# 神樂

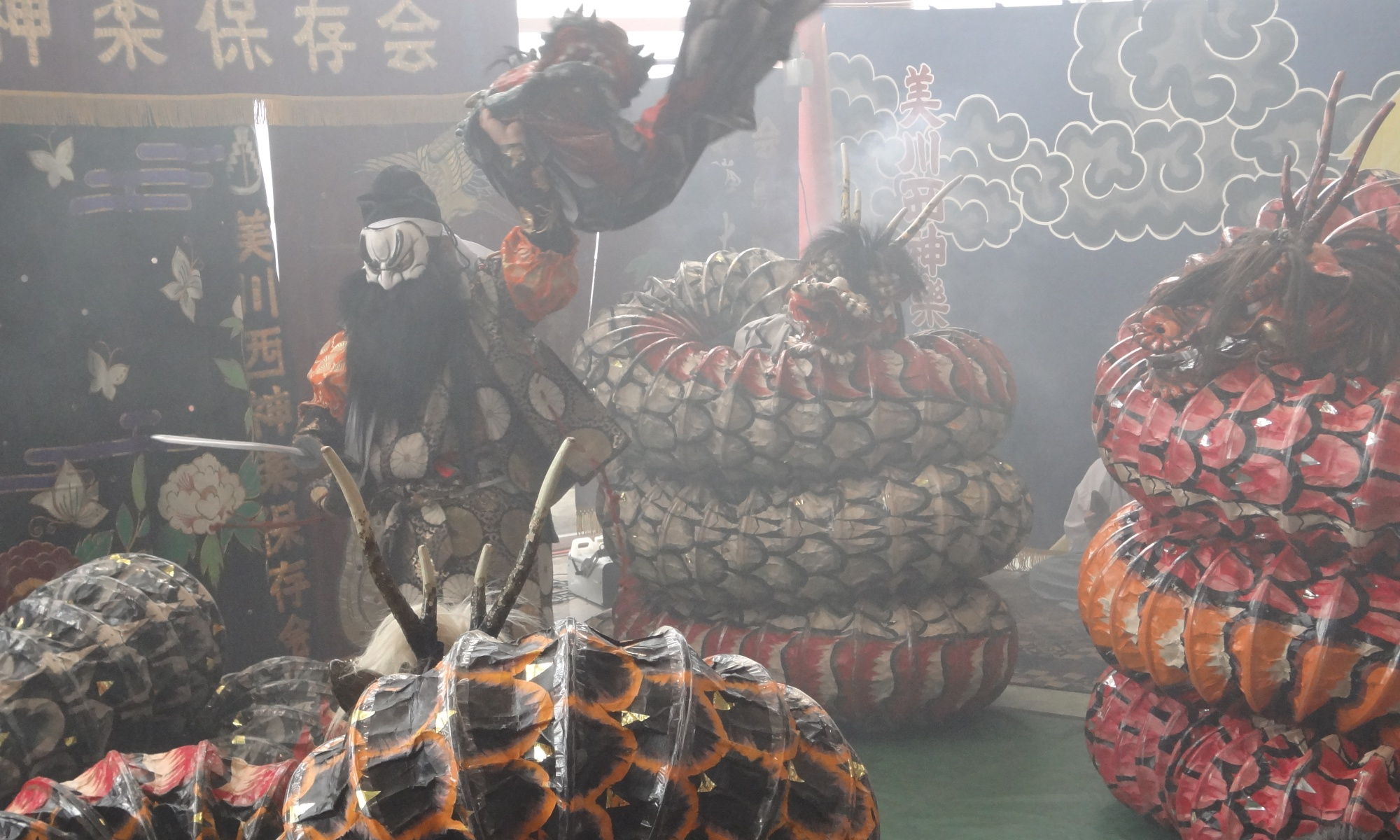
石見神樂（出雲系神樂）

神樂（かぐら）是日本神道神事之時，奉納神的歌舞。

## 概要
神樂主要出現在神社的祭禮，日本佛教寺院鮮少舉行。樣式在平安時代中期完成，現存約90首神樂歌。神社若有「神樂殿」，神樂大多在此舉行。
神樂分成皇宮的御神樂和民間的里神樂。另外，還有明治以降創作的近代神樂。

## 來源
『日本書紀』・『古事記』的天磐戶之中，天鈿女命的舞蹈被視為神樂的起源。
《豐受皇太神宮御鎮座本記》：「凡神樂起，在昔素盞嗚神奉爲日神，行甚無狀，種種凌侮。于時，天照太神赫怒，入天石窟，閉磐戶而幽居焉。爾乃六合常闇，晝夜不分。群神愁迷，手足罔厝。凡厥庶事，燎燭而式辨。天御中主神〈止由氣皇太神是也。〉太子高皇產靈神命宣天，會八十万神於天八湍河原。〈雲漢是也。〉深思遠慮，於天石窟戶前，舉庭火，畢作俳優。猿女君祖天鈿女命，採天香山竹，其節間雕風孔通和氣，〈今世號笛類是也。〉亦天香弓興並叩絃，〈今世謂和琴其緣也。〉木木合合而備安樂之聲。移和風顯八音。卽猿女神伸手抗聲，或歌或舞，顯清淨之妙音，供神樂曲調。當此時，欻解神怒，妖氣旣明天，無復風塵。以來風雨時若，日月全度。一陰一陽，萬物之始也；一音一聲，萬樂之基也。神道之奧賾，天地之靈粹。絲竹之要，八音之曲，已以爲貴。故依舊氏之權，猿女氏率來目命孫屯倉男女，轉神代之遺迹，而今供三節祭，永爲後例也。」

## 御神樂
指在宮中的賢所舉行的御神樂（賢所御神樂），古稱內侍所御神樂。源自大嘗祭清暑堂的琴歌神宴（神樂）、賀茂臨時祭還立的神樂、園并韓神祭的神樂、石清水八幡宮臨時祭的神樂。

## 里神樂
一般所指的「神樂」。
巫女神樂（神懸系・早乙女系）
巫女舞蹈的神樂。將本來是為了神懸的舞蹈樣式化，成為祈禱、奉納之舞。
採物神樂（出雲流神樂）
出雲國・佐陀大社的御座替神事為源流。演劇性・娛樂性高的神樂，以中國地方為中心流傳全國。
湯立神樂（伊勢流神樂）
結合湯立和神樂而成。源自伊勢外宮攝末社的神樂役舉行的神樂。也稱作霜月神樂、花祭。
獅子神樂
獅子舞的一種。有二系統，分為東北地方的山伏神樂和伊勢等地的太神樂。

## 外部連結
- 全國神樂協議会
- 太神樂曲芸協会 （页面存档备份，存于）